# Full Bluntal Nugity
| Recensione | Giudizio |
| ---------- | -------- |
| AllMusic   | [ 1 ]    |

Full Bluntal Nugity è un live album di Ted Nugent, pubblicato il 5 giugno del 2001 per l'etichetta discografica Spitfire Records.

## Tracce
1. KLSTRPHK [strumentale] (Nugent) 3:59
2. Paralyzed (Nugent) 4:27
3. Snakeskin Cowboys (Nugent) 5:58
4. Wang Dang Sweet Poontang (Nugent) 6:43
5. Free for All (Nugent) 4:10
6. Yank Me, Crank Me (Nugent)	2:43
7. Hey Baby (Nugent, St. Holmes) 4:12
8. Fred Bear [acustico] (Nugent) 8:11
9. Cat Scratch Fever (Nugent) 5:26
10. Stranglehold (Nugent) 9:47
11. Great White Buffalo (Nugent) 5:20
12. Motor City Madhouse (Nugent) 6:58

## Formazione
- Ted Nugent - voce, chitarra
- Marco Mendoza - basso
- Tommy Aldridge - batteria